# 徐康良
徐康良（1907年4月14日—1995年2月6日），浙江孝豐人，中央航校第一期畢業，曾任中華民國空軍副總司令。中將退役後，任台灣石門水庫管理委員會主任委員。

## 教育
徐康良早年是小學教員，1928年報考軍事委員會新設立軍事交通技術學校。在學不及半年，學校併入中央陸軍軍官學校第六期交通兵科。徐康良再於1928年下半年報考陸軍官校航空隊(後改稱航空班)。受訓地點在南京明故宮機場，1930年年底畢業，但畢業典禮因故延至1931年春始舉行。
航校為提高空軍人員素質，於1932年9月1日開始聘美國飛行教官實施甄別訓練，是為「高級班」的開始，調各航空隊隊長以下人員受訓，每期基礎訓練一個月，合格以後再受新機種的飛行編隊訓練，陳嘉尚是同學。於1933年秋正式結束高級班訓練，獲得文憑。高級班結業的學員組成空軍第一隊，由楊鶴霄任隊長，葉志堅任副隊長，徐康良被派為飛行電訊員，駐南京續訓半年，由美國顧問耐特(Mr. Knight)指導。

## 抗戰前
1933年徐康良奉派至第一隊任飛行員，年底升任分隊長，曾出任務多次，座機亦曾屢次受創。同年秋接用美國諾斯洛普公司製造的伽瑪－2E單引擎轟炸機 。1935年升任新成立之第十一隊副隊長 (隊長黃正裕)，駐防南昌。隊員多為航校第三、四、五期畢業生，徐康良常常帶飛隊員。當時飛機並無雙座駕駛桿之設備，徐康良在飛機後座只是起些心理上的鎮靜作用。1936年調升第二隊隊長，1936年秋擴建大隊，徐康良仍任第二中隊中隊長。

## 抗日戰爭
抗日戰爭爆發後，徐康良所屬的中華民國空軍第一大隊奉派至西北接收向蘇俄購入的圖波列夫SB轟炸機，該批攻擊機在1938年初開始執行戰鬥任務。
徐康良在1938年從晉升副大隊長而再升大隊長。1938年7月17日，上級頒發給出任務次數最多之轟炸隊員十二人，每人得K金懷錶一只，為特殊榮譽。徐康良排名第一，後為衣復恩及王世籜。
至1939年初，鑒於大量優秀的飛行員犧牲，空軍指揮官毛邦初認為應該留下種籽，調徐康良為空軍官校高級班轟炸組組長兼學生隊長。1940年初徐康良奉調成都航空委員會訓練監部教育處副處長，不及一月又調回官校任初級班主任，駐於雲南西部祥雲縣之雲南驛，受訓的學生為官校第十三期。1940年12月12日中午，學生飛行訓練剛結束，飛機排列停靠於機場之時，日機大批來襲，空軍官校因此毀損了十五、六架初級教練機。因此戰損班主任徐康良立刻遭到監禁，提交軍法審判。
當時審判官中空軍所派恰為第一路司令毛邦初，毛解說此一事故與班主任無關，因為在訓練期間，事實上不能將教練機每次疏散。在毛堅持之下，徐康良被宣告無罪，坐了45日監房後被釋，且升為中校，1941年春調成都空軍軍士飛行學校任教育處長。
1941年夏，徐康良調任轟炸訓練總隊長，同年秋，升任空軍第一路司令部副司令兼參謀長。
1942年太平洋戰爭爆發後，徐良康回任空軍官校初級班主任，並負責將初級班遷至印度拉合尔使空軍學官具有更安全且完整的訓練環境。
1943年5月奉召回成都，擔任換裝B-24轟炸機任務的八大隊30機組總領隊，率領三百多名空軍人員由昆明赴印度，在孟買登船，抵美國舊金山，轉到洛杉磯以南之圣安娜空軍基地接受入伍訓練(美國稱之為Pre-flight training）。受訓結束至1944年春末開始分組專業訓練，當時飛行人員訓練在美國的高級飛行學校（Advanced Flying School），位於亞利桑那州道格拉斯；領航員在得克薩斯州聖馬科斯的領航學校：轟炸人員在新墨西哥州阿布奎基的飛行轟炸學校：通訊人員在密蘇里州圣路易斯；機械人員在密西西比州某地；射擊人員在亞利桑那州，金曼之射擊學校。在任務中徐康良晉升空軍上校兼駐美空軍總領隊。
B-24的各科訓練雖已於1944年12月全部結東，但因當時美國的B-29轟炸機進駐中國後方各機場基地，一切優先補給。若於當時即接收B-24機群回中國，将無法補給供應。於是決定暫時繼續留在美國，接受重疊的機上作戰訓練（Air Crew Combat Training），地點在科羅拉多州普韋布洛。
1945年五月出院以後，徐康良率領全部接收B-24的留美人員奉命至長島某基地集中等候運返中國。5月13日全部人員分搭三十架B-24回國，徐康良先輾轉回國報到，而且視察成都的營房等各種設備，因為一時準備不足，B-24機群及人員暫留印度的卡拉奇待命。八月初旬徐康良奉到命令回國接任空軍第三路司令，而B-24機群編成第八大隊，由洪養孚任大隊長，駐防成都，勝利以後遷上海大場機場。

## 抗戰勝利後
抗戰勝利後奉派為空軍第三路司令（成都），1946年政府還都南京，改派空軍第二軍區司令（北平）。1948年初，東北戰局緊張，又兼任空軍第一軍區司令（瀋陽）。1948年10月調空軍參謀學校校長，1949年晉升空軍少將。中華民國政府退守台灣後，徐康良調任空軍訓練司令，1952年4月調升空軍副總司令，任內升空軍中將。1957年5月出任國防部聯合作戰研究會副主委執行官，1963年底擔任中華民國總統府戰略顧問
。

## 石門水庫管理委員會
1966年徐康良離開軍職之後任石門水庫管理委員會主任委員後兼局長，1972年退休後任土地銀行及中華航空公司董事，後任華航特別顧問。

## 家庭
徐康良娶馬昭如為妻，育有一子一女，子名徐乃力，美國哥倫比亞大學博士，任加拿大新不伦瑞克大学教授。女名徐乃心，居加拿大。孫女徐若冰自2011年6月起代理美國陸軍部採購後勤暨科技助理部長; 2011年2月獲美國總統歐巴馬提名出任美國陸軍助理部長; 2011年5月獲美國參議院軍事委員會批准; 2021年4月27日獲美國總統拜登提名为国防部研发暨工程次长。

## 荣誉

### 中华民国勋章奖章
- 一等空军复兴荣誉勋章（1948年11月10日批准[6]）